# Jacko Gill
Jackson „Jacko“ Gill (* 20. Dezember 1994 in Auckland) ist ein neuseeländischer Kugelstoßer. Bei den Leichtathletik-Juniorenweltmeisterschaften 2010 gewann er im Alter von gerade 15 Jahren und 213 Tagen, die Goldmedaille im Kugelstoßen. Damit übertraf er Usain Bolt, welcher 2002 bei seinem Sieg über 200 m 15 Jahre und 332 Tage alt war. Gill ging damit als jüngster Juniorenweltmeister in die Leichtathletikgeschichte ein. 2012 verteidigte er erfolgreich seinen Titel.

## Karriere
Im Vorfeld der Olympischen Jugendspiele 2010 stieß der 1,90 m große Athlet bei einer Veranstaltung in Stockholm die 5-kg-Kugel auf 22,53 m, was einem Weltrekord bei den 15- und 16-Jährigen mit diesem Gewicht gleichkam. Bei den Olympischen Jugendspielen verbesserte der 118-kg-Athlet den Rekord um 7 cm auf 22,60 m. Am 11. Dezember 2010, bei den neuseeländischen Schulmeisterschaften stellte Gill einen Juniorenweltrekord auf: Er stieß die 5-kg-Kugel auf 23,86 m.
Am 26. März 2011, bei den neuseeländischen Meisterschaften, stieß Gill die 6-kg-Kugel auf 21,34 m, was ihm vorübergehend den 4. Rang auf der ewigen Juniorenbestenliste im Kugelstoßen der IAAF einbrachte.
Am 23. April 2011 stellte der 16-jährige Gill mit 20,01 m einen neuen neuseeländischen Rekord bei den Erwachsenen auf (7,26-kg-Kugel). Mit dieser Leistung erfüllte er die Norm für die Leichtathletik-Weltmeisterschaften 2011. Auf Grund des Reglementes der Wurfdisziplinen, welches besagt, dass Athleten in seinem Alter in den Wurfdisziplinen nicht starten dürfen, konnte er nicht teilnehmen. Eine Anfrage an die IAAF für eine Startbewilligung Gills wurde abgelehnt. Mit den 20,01 m erfüllte Gill auch die B-Norm für die Olympischen Sommerspiele 2012. Jedoch galt diese Weite nicht als Qualifikation, da die Zeitspanne für die Qualifikation erst am 1. Mai begann. Außerdem erreichte er die Norm des neuseeländischen Verbandes nicht, welche auf 20,30 m festgelegt wurde. Trotzdem konnte er sich noch für die Olympischen Spiele in London qualifizieren, da er am 5. Dezember 2011 die 7,26-kg-Kugel auf 20,38 m stieß. Im selben Wettkampf erreichte Gill mit der 6-kg-Kugel 22,31 m, und belegte damit Platz 2 auf der ewigen Bestenliste. Gill gilt als der jüngste und leichteste Athlet, der die 7,26-kg-Kugel über 20 Meter stoßen konnte.
Bei den Leichtathletik-Jugendweltmeisterschaften 2011 im französischen Lille gewann Gill die Goldmedaille mit einem Vorsprung von 4 Metern und einem neuen Jugendweltrekord (24,35 m), welchen er am 12. Dezember 2011 auf 24,45 m verbesserte.
Am 18. August 2013 verbesserte Gill bei einem Wettkampf in Auckland den Weltrekord mit der 6-kg-Kugel auf 23,00 m. Er entthronte damit David Storl.
Bei den Leichtathletik-Weltmeisterschaften 2019 erreichte er den siebten Platz.